# 1976-os Giro d’Italia
Az 1976-os Giro d’Italia volt az 59. olasz kerékpáros körverseny. Május 21-én kezdődött és június 12-én ért véget. Végső győztes az olasz Felice Gimondi lett.

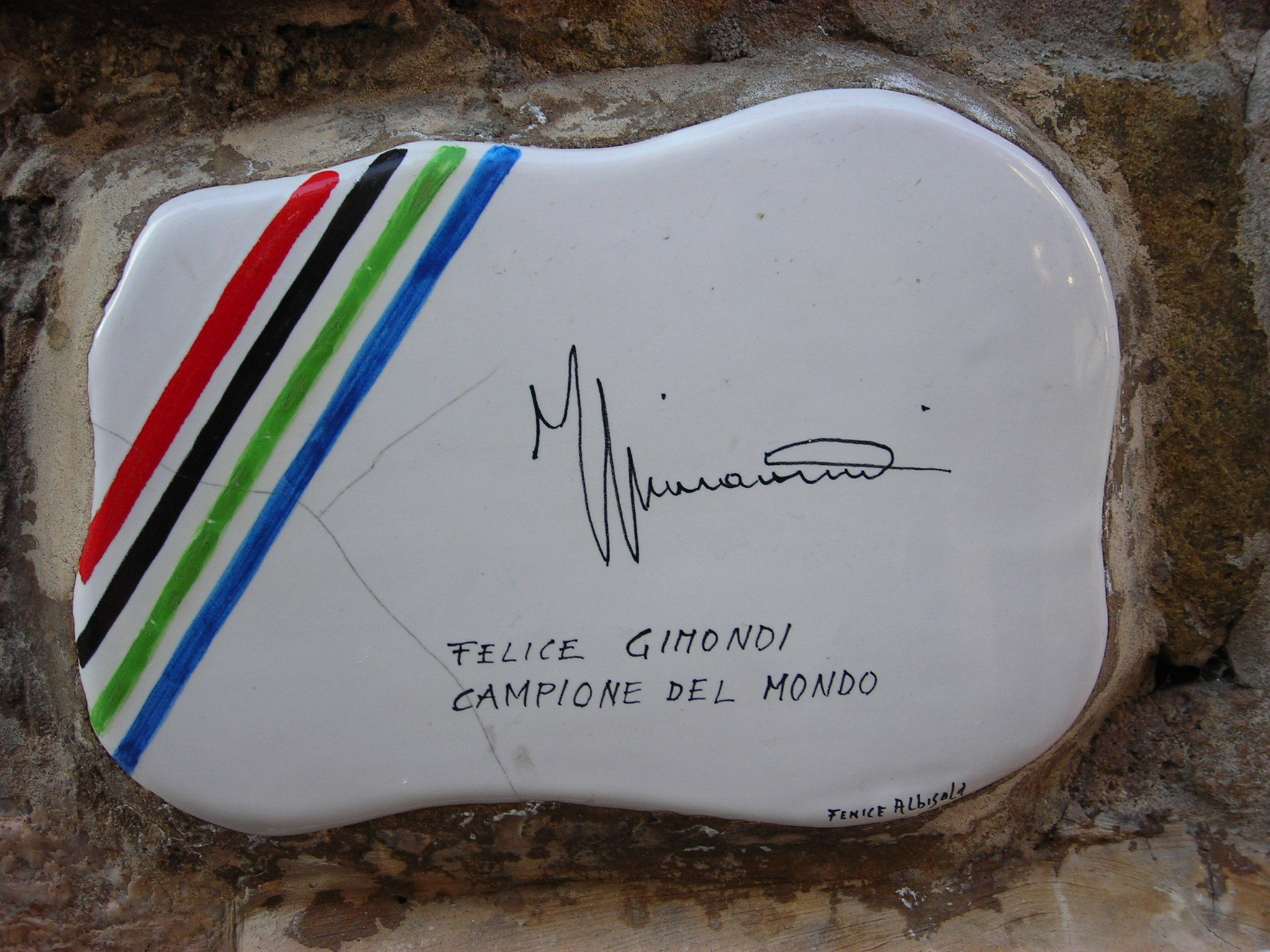
Felice Gimondi aláírása

## Végeredmény
|    | Versenyző                | Idő            |
| -- | ------------------------ | -------------- |
| 1  | Felice Gimondi           | 119 óra 58' 16 |
| 2  | Johan de Muynck          | + 19           |
| 3  | Fausto Bertoglio         | + 49           |
| 4  | Francesco Moser          | + 1' 07        |
| 5  | Gianbattista Baronchelli | + 1' 35        |
| 6  | Wladimiro Panizza        | + 2' 35        |
| 7  | Alfio Vandi              | + 4' 07        |
| 8  | Eddy Merckx              | + 7' 40        |
| 9  | Walter Riccomi           | + 8' 49        |
| 10 | Juan Pujol               | + 8' 50        |